# Tang Jingzhi
Tang Jingzhi (汤景之S, 湯景之T, Tāng JǐngzhīP; Hangzhou, 15 settembre 1986) è una nuotatrice cinese.

## Palmarès
- Olimpiadi

Pechino 2008: argento nella 4 × 200 m sl.
- Mondiali in vasca corta

Mosca 2002: oro nella 4 × 200 m sl e bronzo nella 4 × 100 m sl.
Shanghai 2006: argento nella 4 × 200 m sl.
- Giochi asiatici

Busan 2002: oro nella 4 × 200 m sl e bronzo nei 400 m sl.
Doha 2006: oro nella 4 × 100 m sl e nella 4 × 200 m sl.